# Lupte la Jocurile Olimpice de vară din 2024 - Libere feminin 57 kg
Proba de lupte libere 57 de kg feminin de la Jocurile Olimpice de vară din 2024 de la Paris a avut loc în perioada 8-9 august 2024 la Arena Champ-de-Mars.

## Program
Orele sunt ora Franței (UTC+1) 
| Data                  | Timp        | Etapă                          |
| --------------------- | ----------- | ------------------------------ |
| Joi, 8 august 2024    | 11:00 18:15 | Runde de calificare Semifinale |
| Vineri, 9 august 2024 | 11:00 19:30 | Recalificări Finale            |

## Rezultate

### Tabloul principal
|  | Optimi de finală             | Optimi de finală             | Optimi de finală |  |  | Sferturi de finală       | Sferturi de finală       | Sferturi de finală      |    |                       | Semifinale            | Semifinale            | Semifinale |  |  | Finala | Finala | Finala |
|  |                              |                              |                  |  |  |                          |                          |                         |    |                       |                       |                       |            |  |  |        |        |        |
|  | Tsugumi Sakurai (JPN)        | Tsugumi Sakurai (JPN)        | 6                |  |  |                          |                          |                         |    |                       |                       |                       |            |  |  |        |        |        |
|  | Hannah Taylor (CAN)          | Hannah Taylor (CAN)          | 1                |  |  | Tsugumi Sakurai (JPN)    | Tsugumi Sakurai (JPN)    | 11F                     |    |                       |                       |                       |            |  |  |        |        |        |
|  | Aurora Russo (ITA)           | Aurora Russo (ITA)           | 0                |  |  | Luisa Valverde (ECU)     | Luisa Valverde (ECU)     | 0                       |    |                       |                       |                       |            |  |  |        |        |        |
|  | Luisa Valverde (ECU)         | Luisa Valverde (ECU)         | 6F               |  |  |                          |                          |                         |    | Tsugumi Sakurai (JPN) | Tsugumi Sakurai (JPN) | 10                    |            |  |  |        |        |        |
|  | Helen Maroulis (USA)         | Helen Maroulis (USA)         | 7                |  |  |                          | Helen Maroulis (USA)     | Helen Maroulis (USA)    | 4  |                       |                       |                       |            |  |  |        |        |        |
|  | Anshu Malik (IND)            | Anshu Malik (IND)            | 2                |  |  | Helen Maroulis (USA)     | Helen Maroulis (USA)     | 7                       |    |                       |                       |                       |            |  |  |        |        |        |
|  | Alina Hrushyna (UKR)         | Alina Hrushyna (UKR)         | 16               |  |  | Alina Hrushyna (UKR)     | Alina Hrushyna (UKR)     | 4                       |    |                       |                       |                       |            |  |  |        |        |        |
|  | Anhelina Łysak (POL)         | Anhelina Łysak (POL)         | 13               |  |  |                          |                          |                         |    |                       | Tsugumi Sakurai (JPN) | Tsugumi Sakurai (JPN) | 6          |  |  |        |        |        |
|  | Odunayo Adekuoroye (NGR)     | Odunayo Adekuoroye (NGR)     | 0                |  |  |                          | Anastasia Nichita (MDA)  | Anastasia Nichita (MDA) | 0  |                       |                       |                       |            |  |  |        |        |        |
|  | Chaimaa Aouissi (ALG)        | Chaimaa Aouissi (ALG)        | 0R               |  |  | Odunayo Adekuoroye (NGR) | Odunayo Adekuoroye (NGR) | 8                       |    |                       |                       |                       |            |  |  |        |        |        |
|  | Boldsaikhan Khongorzul (MGL) | Boldsaikhan Khongorzul (MGL) | 12               |  |  | Hong Kexin (CHN)         | Hong Kexin (CHN)         | 10F                     |    |                       |                       |                       |            |  |  |        |        |        |
|  | Hong Kexin (CHN)             | Hong Kexin (CHN)             | 16               |  |  |                          |                          |                         |    | Hong Kexin (CHN)      | Hong Kexin (CHN)      | 7                     |            |  |  |        |        |        |
|  | Giullia Penalber (BRA)       | Giullia Penalber (BRA)       | 2F               |  |  |                          | Anastasia Nichita (MDA)  | Anastasia Nichita (MDA) | 2F |                       |                       |                       |            |  |  |        |        |        |
|  | Rckaela Aquino (GUM)         | Rckaela Aquino (GUM)         | 0                |  |  | Giullia Penalber (BRA)   | Giullia Penalber (BRA)   | 0                       |    |                       |                       |                       |            |  |  |        |        |        |
|  | Sandra Paruszewski (GER)     | Sandra Paruszewski (GER)     | 0                |  |  | Anastasia Nichita (MDA)  | Anastasia Nichita (MDA)  | 5F                      |    |                       |                       |                       |            |  |  |        |        |        |
|  | Anastasia Nichita (MDA)      | Anastasia Nichita (MDA)      | 9                |  |  |                          |                          |                         |    |                       |                       |                       |            |  |  |        |        |        |

### Recalificări
|  | Recalificări runda 1 |                      |    |
|  |                      |                      |    |
|  | Hannah Taylor (CAN)  | Hannah Taylor (CAN)  | 13 |
|  | Luisa Valverde (ECU) | Luisa Valverde (ECU) | 0  |

|  | Recalificări runda 1     |                          |   |
|  |                          |                          |   |
|  | Sandra Paruszewski (GER) | Sandra Paruszewski (GER) | 0 |
|  | Giullia Penalber (BRA)   | Giullia Penalber (BRA)   | 7 |

### Meciuri pentru medalia de bronz
|  | Medalia de bronz     |                      |    |
|  |                      |                      |    |
|  | Hannah Taylor (CAN)  | Hannah Taylor (CAN)  | 0  |
|  | Helen Maroulis (USA) | Helen Maroulis (USA) | 4F |

|  | Medalia de bronz       |                        |    |
|  |                        |                        |    |
|  | Giullia Penalber (BRA) | Giullia Penalber (BRA) | 0  |
|  | Hong Kexin (CHN)       | Hong Kexin (CHN)       | 10 |

## Clasament final
| Loc | Sportiv                      |
| --- | ---------------------------- |
| 1   | Tsugumi Sakurai (JPN)        |
| 2   | Anastasia Nichita (MDA)      |
| 3   | Helen Maroulis (USA)         |
| 3   | Hong Kexin (CHN)             |
| 5   | Hannah Taylor (CAN)          |
| 5   | Giullia Penalber (BRA)       |
| 7   | Luisa Valverde (ECU)         |
| 8   | Odunayo Adekuoroye (NGR)     |
| 9   | Alina Hrushyna (UKR)         |
| 10  | Anhelina Łysak (POL)         |
| 11  | Boldsaikhan Khongorzul (MGL) |
| 12  | Anshu Malik (IND)            |
| 13  | Chaimaa Aouissi (ALG)        |
| 14  | Rckaela Aquino (GUM)         |
| 15  | Aurora Russo (ITA)           |
| 16  | Sandra Paruszewski (GER)     |